# Agrilus abditus
Agrilus abditus är en skalbaggsart som beskrevs av Horn 1891. Agrilus abditus ingår i släktet Agrilus och familjen praktbaggar. Inga underarter finns listade i Catalogue of Life.